# Солунска кланица
Солунската кланица (на гръцки: Σφαγεία) е историческа индурстиална сграда в Солун, Гърция.

## Местоположение
Сградата е разположена близо до Солунското пристанище, на улица „26 Октовриос“, до Бирената фабрика „Фикс“.

## История
Изградена е в 1897 година на мястото на разрушени кланици в индустриален район. За времето си е модерна кланица по европейски стандарти с апацитет от 350 животни. Работи като кланица до Солунското земетресение от 1978 година, което нанася големи щети на сградата. Ремонтирана е от Службата за възстановяване от земетресения в Северна Гърция и продължава да работи до 1988 година, когато е сметната за нерентабилна и затворена. От 1990 година функционира като спортен център. В 1994 година Министерството на културата обявява сградата за произведение на изкуството и исторически паметник като много ценен пример за индустриална архитектура. В 2014 година община Солун завършва възстановяването на сградата и я превръща в културен център за изложби, събития, концерти и спортни събития.

## Архитектура
Сградата е еклектична като архитетура и се състои от удължен партер с еднакви две противоположни страни. В центъра на удължените фасади внушителният стълб на входа с височина 12,60 m е вертикалната ос на композицията. Изпъкналостта на входа се характеризира със симетрия, но също така и с подреждането на различни елементи като ъгловите колони и изпъкналата врата с тройно напречно сечение, която завършва в полукръгла арка с характерен ключ в центъра. Покривът е метален и се състои от панели със специална форма за правилното проветряване на пространството.